# Université de Cincinnati

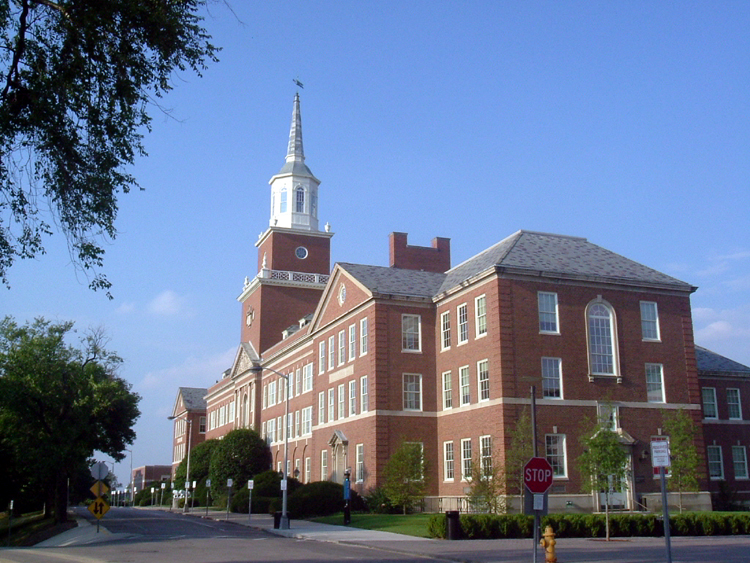
McMicken Hall sur le campus principal.

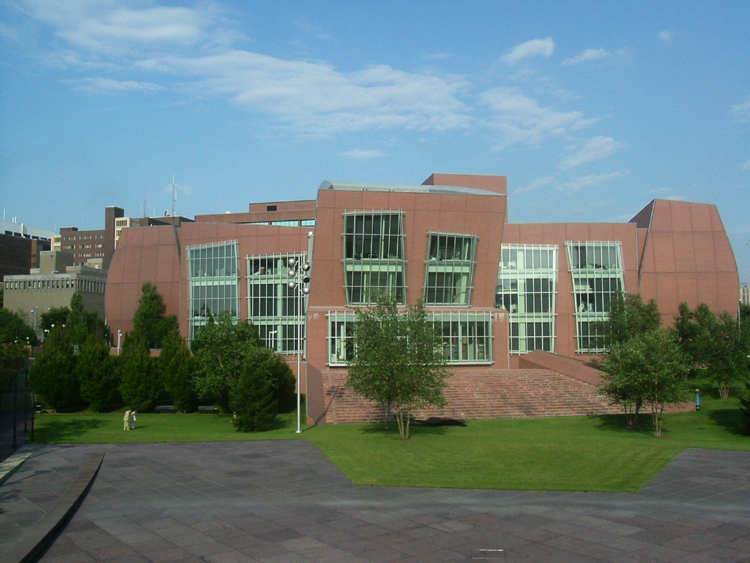
Vontz Center for Molecular Studies, dessiné par l'architecte Frank Gehry, campus de l'école de médecine.

L'université de Cincinnati (en anglais, University of Cincinnati) est une université d'État située à Cincinnati, dans l'Ohio.

## Histoire
C'est en 1819, que le collège de Cincinnati et l'école de médecine de l'Ohio furent fondés par Daniel Drake (1785–1852) et des dons de la famille Lytle (pour le terrain). 
Neil Armstrong rejoint l'université de Cincinnati de 1971 à 1979, comme professeur en génie aéronautique. Albert Sabin était un autre professeur célèbre.

## Sports
Dans le domaine sportif, les Bearcats de Cincinnati défendent les couleurs de l'université de Cincinnati.
- Kings de Sacramento, anciens Cincinnati Royals

Stades
- Fifth Third Arena (en)
- Nippert Stadium
- Marge Schott Stadium
- Armory Fieldhouse

## Secteurs
- Design, Architecture, Art, and Planning
- College-Conservatory of Music
- McMicken College of Arts and Sciences
- University of Cincinnati Academic Health Center
- University of Cincinnati College of Engineering
- College of Education Criminal Justice and Human Services

## Personnalités liées à l'université

### Étudiants
- Al Hirt
- Albert Hague
- Bob Taft
- Bradley M. Kuhn
- Bruce Ivins
- Christian Tetzlaff
- David Canary
- David Daniels
- David Payne
- Dorian Harewood
- Dylan Mulvaney
- Earl Hamner, Jr.
- Frederick William Franz
- George Clooney
- Hannah Beachler
- Jason Maxiell
- James Levine
- Jerry Rubin
- John Shaw Billings
- Joseph Strauss
- Kathleen Battle
- Kenesaw Mountain Landis
- Kenyon Martin
- Kevin Youkilis
- Linda Schele
- Liz Callaway
- Mary Wineberg
- Michael Graves
- Michelle McCool
- Miller Huggins
- Nick Van Exel
- Nipsey Russell
- Paul Tibbets
- Ralph Edward Oesper
- Randy Edelman
- Randy Harrison
- Sandy Koufax
- Shoshana Bean
- Stephanie Heinrich
- Thomas Szasz
- Tony Trabert
- William Howard Taft
- Vinod Dham
- Zhang Xian